# Obsjtina Boljarovo
Obsjtina Boljarovo (bulgariska: Община Болярово) är en kommun i Bulgarien.   Den ligger i regionen Jambol, i den östra delen av landet, 300 km öster om huvudstaden Sofia.
Obsjtina Boljarovo delas in i:
- Voden
- Goljamo Krusjevo
- Mamartjevo
- Popovo
- Stefan Karadzjovo
- Sjarkovo

Följande samhällen finns i Obsjtina Boljarovo:
- Boljarovo

Trakten runt Obsjtina Boljarovo består till största delen av jordbruksmark. Runt Obsjtina Boljarovo är det mycket glesbefolkat, med 7 invånare per kvadratkilometer.